# Albatros C.I
Albatros C.I byl prvním ze série víceúčelových dvouplošníků vyráběných společností Albatros Flugzeugwerke během 1. světové války. Letoun byl odvozen od neozbrojeného letounu Albatros B.II. Letoun C.I měl však prohozená místa pilota a pozorovatele. Pilot seděl na předním sedadle, zatímco pozorovatel seděl vzadu a ovládal i pohyblivý kulomet Parabellum MG14 ráže 7,92 mm.

## Vývoj a popis
Když se na počátku roku 1915 objevil první letoun C.I, jeho dobrá ovladatelnost a výkonný řadový motor Benz Bz.III s výkonem 110 kW (150 k) mu dával výhodu nad většinou soudobých spojeneckých letounů. Během vývoje byly na letoun montovány postupně i silnější motory, například Mercedes D.III o výkonu 118 kW (160 k), což vyvrcholilo motorem Argus As III s výkonem 130 kW (180 k), který umožňoval konečné verzi C.Ia dosáhnout rychlosti 140 km/h (87 mph) na hladině moře s operačním dostupem 3 000 m (9 840 stop). Varianta se zdvojeným řízením označená C.Ib byla postavena jako cvičný letoun společností Mercur Flugzeugbau. Dalším vylepšením tohoto typu vzniknul letoun Albatros C.III, který se stal nejvyráběnějším letounem Albatros řady C.

## Popis konstrukce
Trup měl dřevěnou kostru potaženou překližkovými panely, díky kterým byl velmi pevný a tuhý. Křídla byla dvoupříhradová s dřevěnou kostrou a se značně zakřiveným profilem díky posunutí předního nosníku výrazně vpřed a umístění zadního do poloviny hloubky. Potah byl z plátna stejně jako u křidélek a ocasních ploch, které měly kostru z ocelových trubek. Z nich byly vyrobeny i vzpěry mezi křídly a podvozkové vzpěry. V zadní části podvozku byla pak výkyvná ostruha, která sloužila jako brzda při dojezdu a byla ovládaná pilotem. Na bocích trupu byly umístěny regulovatelné vícedílné chladiče vody. U verze C.Ia byl montován čelní chladič nesený před náběžnou hranou horního křídla, což vedlo ke zlepšení aerodynamických vlastností letounu.

## Operační historie
Letoun C.I byl používán hlavně jako průzkumný a pozorovací letoun, přesto však dosáhl úspěchů i jako stíhací letoun. Pilot Oswald Boelcke nahlásil své první vzdušné vítězství při letu na letounu C.I, přičemž kulomet obsluhoval pozorovatel Lt. von Wühlisch. Nejslavnější německé eso 1. světové války Manfred von Richthofen také začínal svou kariéru jako pozorovatel na letounu C.I na východní frontě.

## Varianty

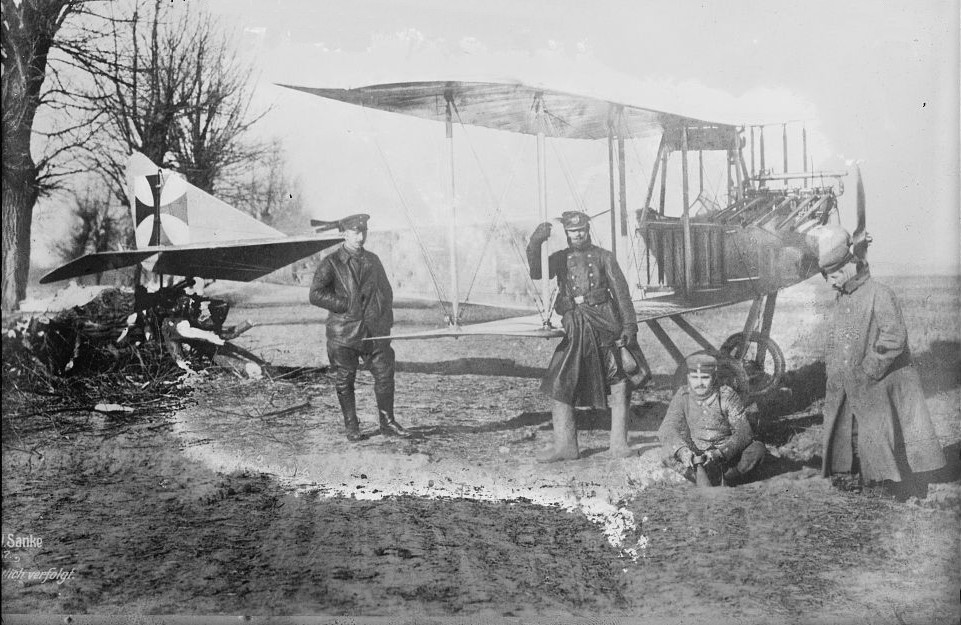
Albatros C.I

C.I
Dvoumístný průzkumný letoun. První sériová verze.
C.Ia
Vylepšená verze poháněná silnějším motorem Argus As III vyráběná společnostmi BFW a LFG.
C.Ib
Cvičná verze se zdvojeným řízením vyráběná společností Mercur Flugzeugbau.
C.I-V
Experimentální verze. Postaven 1 stroj.

## Specifikace (C.I)

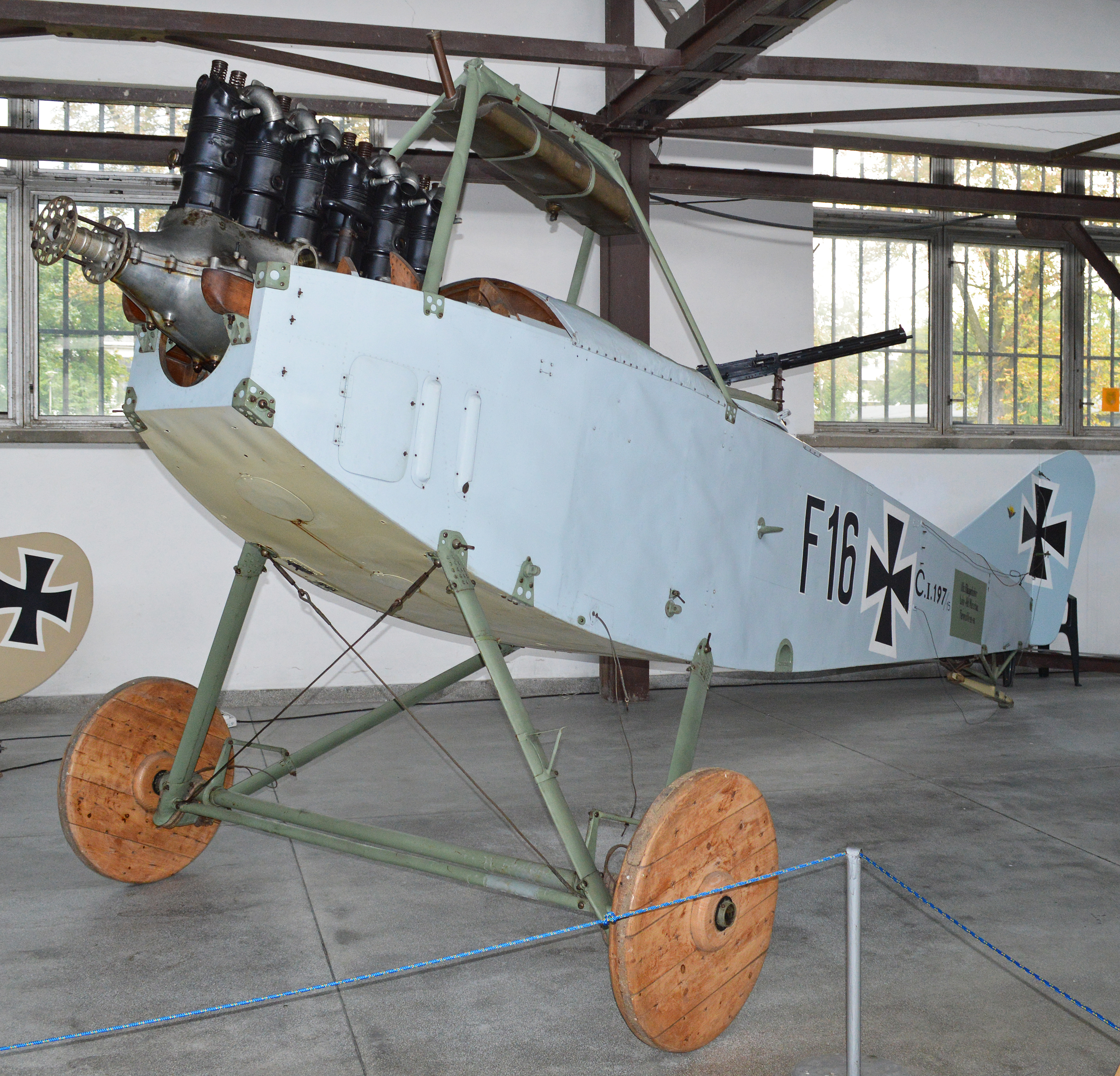
Albatros C.I (197-15)

Technické údaje pocházejí z publikace „German aircraft of the First World War“.

### Technické údaje
- Posádka: 2
- Rozpětí: 12,9 m
- Délka: 7,85 m
- Výška: 3,14 m
- Nosná plocha: 40,4 m²
- Plošné zatížení: ? kg/m²
- Prázdná hmotnost: 875 kg
- Max. vzletová hmotnost: 1 190 kg
- Pohonná jednotka: 1× šestiválcový řadový motor Mercedes D.III
- Výkon pohonné jednotky: 150 k (110 kW)

### Výkony
- Cestovní rychlost: ? km/h ve výšce ? m
- Maximální rychlost: 132 km/h (82,5 mph) ve výšce ? m
- Dolet: ? km
- Dostup: 3 000 m (9 840 stop)
- Stoupavost: 1,7 m/s (336,5 stop/min)
- Vytrvalost: 2,5 h

### Výzbroj
- 1× kulomet Parabellum MG14 ráže 7,92 mm na místě pozorovatele

## Uživatelé
Bulharsko
- Bulharské letectvo

 Německá říše
- Luftstreitkräfte

 Litva
- Litevské letectvo

 Polsko
- Polské letectvo

 Turecko
- Osmanské vzdušné síly

 Švédsko
- Švédské letectvo

#### Související vývoj
- Albatros B.II
- Albatros C.III

#### Podobná letadla
- Royal Aircraft Factory B.E.2
- LVG C.II
- Rumpler C.I